# Jaroslav Morávek
Jaroslav Morávek (* 29. ledna 1961) je český živnostník a účastník odboje a odporu proti komunistickému režimu, v roce 2016 kandidoval na Olomoucku ve volbách do Senátu za ODS.

## Život
Dětství trávil v západním pohraničí, kde jeho otec sloužil jako voják z povolání. Ten také po okupaci v srpnu 1968 emigroval do SRN, když předtím odmítl pustit do kasáren sovětská okupační vojska. Následovaly domovní prohlídky a perzekuce ze strany Státní bezpečnosti, které trvaly téměř nepřetržitě do doby, než se otec vrátil z emigrace na základě amnestie vyhlášené Ludvíkem Svobodou a Alexandrem Dubčekem. Přesto byl v září 1973 otec nakonec zatčen a 11 a půl roku vězněn.
Začal se stýkat se stejně smýšlejícími lidmi, kteří měli blízko k undergroundu a signatářům Charty 77. Rozhodl se mezi svými přáteli rozšiřovat materiály a tiskoviny získané na různých setkáních a hudebních festivalech. Tuto činnost nevynechal ani v průběhu základní vojenské služby, byl však v hledáčku StB. V roce 1982 byl na základě sledování souzen a odsouzen vojenským soudem za trestné činy hanobení republiky a jejího představitele a pobuřování. Dostal podmíněný trest, ve své "protistátní činnosti"[ujasnit] však pokračoval až do listopadu 1989.
Živí se jako živnostník, od roku 1993 vlastní firmu "Jaroslav Morávek - Guard", která se zabývá ostrahou objektů. Angažuje se jako člen Konfederace politických vězňů a v roce 2014 mu byl přiznán status účastníka odboje a odporu proti komunismu.
Jaroslav Morávek žije v obci Lutín na Olomoucku. Je ženatý, má dvě děti. Mezi jeho zájmy patří hudba (je bubeníkem kapely Katoda Olomouc), motorky, historie, politické dění, umění, knihy a příroda.

## Politické působení
V komunálních volbách v roce 1998 kandidoval jako nezávislý do Zastupitelstva obce Lutín na Olomoucku, ale neuspěl. Ve volbách do Poslanecké sněmovny PČR v roce 2002 kandidoval jako člen strany Česká pravice v Olomouckém kraji, ale rovněž neuspěl.
Ve volbách do Senátu PČR v roce 2016 kandidoval jako nestraník za ODS v obvodu č. 61 – Olomouc. Se ziskem 6,78 % hlasů skončila na 5. místě a do druhého kola nepostoupil.